# Lyne Mongeau
 (décembre 2017).
Si vous disposez d'ouvrages ou d'articles de référence ou si vous connaissez des sites web de qualité traitant du thème abordé ici, merci de compléter l'article en donnant les références utiles à sa vérifiabilité et en les liant à la section « Notes et références ».
Pour les articles homonymes, voir Mongeau.
Lyne Mongeau est une diététiste-nutritionniste québécoise.
Radio-Canada lui a décerné le titre de scientifique de l'année de Radio-Canada en 2006 pour ses recherches sur les problèmes liés à l'obésité qui ont permis de mieux comprendre le phénomène et d'en faire un dossier de santé publique important au Québec.

## Honneur
- 2006 - Scientifique de l'année par la Société Radio-Canada